# Unterseeboot 719
L'Unterseeboot 719 ou U-719 est un sous-marin allemand (U-Boot) de type VIIC utilisé par la Kriegsmarine pendant la Seconde Guerre mondiale.
Le sous-marin fut commandé le 25 août 1941 à Hambourg (H. C. Stülcken Sohn), sa quille fut posée le 3 juillet 1942, il fut lancé le 28 avril 1943 et mis en service le 27 juillet 1943 de l'Oberleutnant zur See Klaus-Dietrich Steffens.
L'U-719 n'endommagea ou ne coula aucun navire au cours de l'unique patrouille (43 jours en mer) qu'il effectua.
Il fut coulé dans l'Atlantique Nord par la Royal Navy, en juin 1944.

## Conception
Unterseeboot type VII, l'U-719 avait un déplacement de 769 tonnes en surface et 871 tonnes en plongée. Il avait une longueur totale de 67,10 m, un maître-bau de 6,20 m, une hauteur de 9,60 m et un tirant d'eau de 4,74 m. Le sous-marin était propulsé par deux hélices de 1,23 m, deux moteurs diesel Germaniawerft M6V 40/46 de 6 cylindres en ligne de 1400 cv à 470 tr/min, produisant un total de 2 060 à 2 350 kW en surface et de deux moteurs électriques Garbe, Lahmeyer & Co. RP 137/c de 375 cv à 295 tr/min, produisant un total 550 kW, en plongée. Le sous-marin avait une vitesse en surface de 17,7 nœuds (32,8 km/h) et une vitesse de 7,6 nœuds (14,1 km/h) en plongée. Immergé, il avait un rayon d'action de 80 milles marins (150 km) à 4 nœuds (7,4 km/h; 4,6 milles par heure) et pouvait atteindre une profondeur de 230 m. En surface son rayon d'action était de 8 500 milles nautiques (soit 15 700 km) à 10 nœuds (19 km/h).
L'U-719 était équipé de cinq tubes lance-torpilles de 53,3 cm (quatre montés à l'avant et un à l'arrière) qui contenait quatorze torpilles. Il était équipé d'un canon de 8,8 cm SK C/35 (220 coups) et d'un canon antiaérien de 20 mm Flak. Il pouvait transporter 26 mines TMA ou 39 mines TMB. Son équipage comprenait 4 officiers et 40 à 56 sous-mariniers.

## Historique
Il reçut sa formation de base au sein de la 5. Unterseebootsflottille jusqu'au 30 avril 1944, il rejoint son unité de combat dans 3. Unterseebootsflottille.
Sa première patrouille est précédée d'un court trajet de Kiel à Arendal. Elle commence le 19 mai 1944 au départ d'Arendal pour l'Atlantique Nord (zone GIUK).
Le 26 juin 1944, après 39 jours en mer, l'U-719 est coulé au nord-ouest de l'Irlande, à la position 55° 33′ N, 11° 02′ O, par des charges de profondeur du destroyer britannique HMS Bulldog.
Les 52 membres d'équipage meurent dans cette attaque.

## Affectations
- 5. Unterseebootsflottille du 27 juillet 1943 au 30 avril 1944 (Période de formation).
- 3. Unterseebootsflottille du 1er mai 1944 au 26 juin 1944 (Unité combattante).

## Commandement
- Oberleutnant zur See Klaus-Dietrich Steffens du 27 juillet 1943 au 26 juin 1944.

## Patrouille
|       | Commandant                    | Départ      | Départ  | Arrivée      | Arrivée | Jours    | Succès |
| ----- | ----------------------------- | ----------- | ------- | ------------ | ------- | -------- | ------ |
|       | Oblt. Klaus-Dietrich Steffens | 6 mai 1944  | Kiel    | 9 mai 1944   | Arendal | 4 jours  |        |
| 1     | Oblt. Klaus-Dietrich Steffens | 19 mai 1944 | Arendal | 26 juin 1944 | Coulé   | 39 jours |        |
| Total | Total                         | Total       | Total   | Total        | Total   | 43 jours | 0 t    |

Note : Oblt. = Oberleutnant zur See